# 胡子豹
胡子豹（こしひょう）は、春秋時代胡の末代の君主で子爵。姓は帰、名は豹。
呉王闔閭が楚に攻め入ると、胡子豹は胡の近くにある楚の城邑を占領した。楚が復国すると、胡子豹は『存亡有命，事楚何為？多取費焉』と説いた。
魯の定公十五年（紀元前495年）二月辛丑、楚の昭王が胡を滅ぼし、胡子豹を捕虜とした。